# Cultura de Liechtenstein

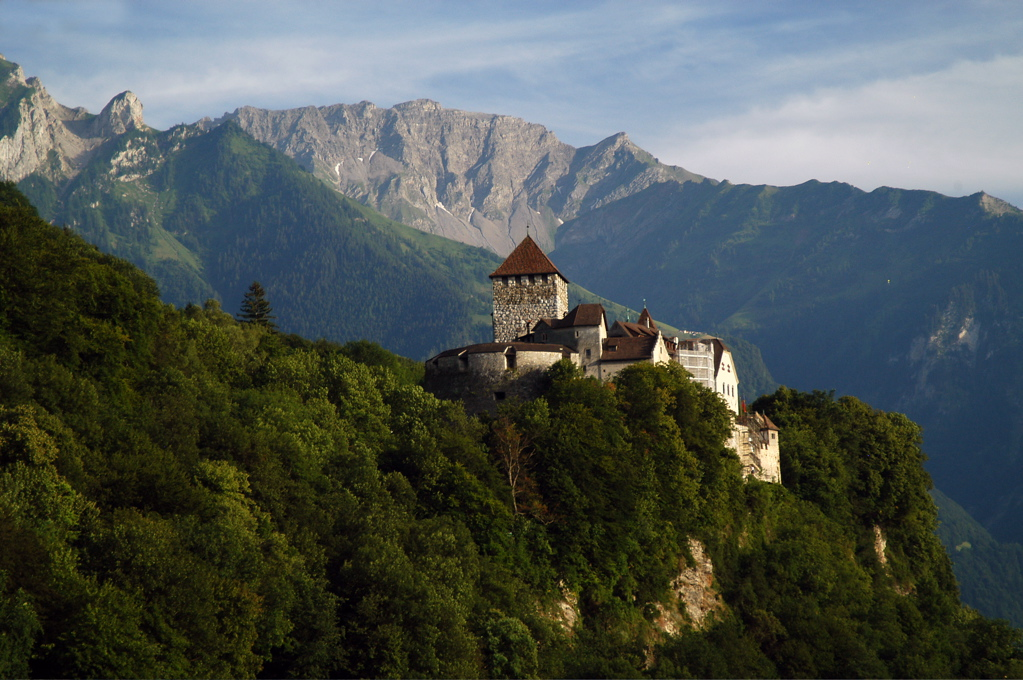
O castelo de Vaduz, no alto de uma escarpa, constitui o mais reconhecido monumento no país.

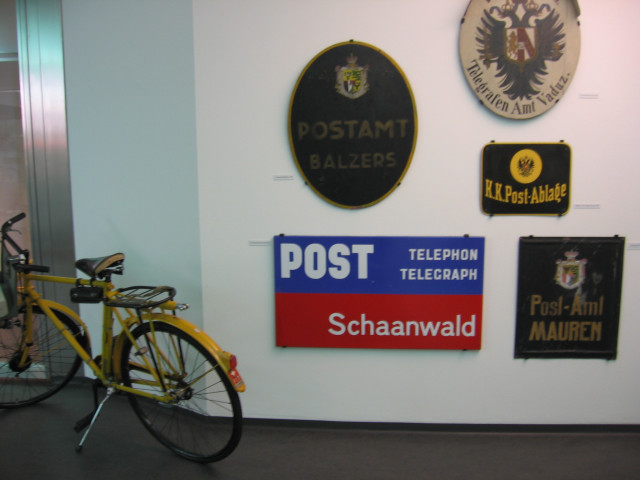
Foto da colecção do Museu Nacional de Estampas.

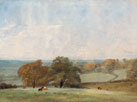
Paisagem perto de Abendstimmung de John Constable, exposto no Museu de Belas Artes

A cultura de Liechtenstein, embora este seja um micro-estado, e portanto um país aparentemente sem espaço territorial para se tornar um símbolo cultural, desenvolveu-se a partir da cultura de outros tantos países, como a Alemanha, principalmente, a França, a Suíça e também a Austria. Sendo assim, a cultura é muito semelhante à da Suíça e à da Alemanha.

## Artes
Nas artes, o Liechtenstein surge num plano recuado na Europa, sendo que a maioria do seu património mais notável foi construído durante a Idade Média.
Na Idade Média, o país cresceu envergando-se através de uma arquitectura simples, geométrica, principalmente constituída por fortificações, num estilo austero e robusto, presente no mais conhecido monumento do país, o Castelo de Vaduz. A arquitectura é efectivamente apropriada ao local montanhoso e que, no Inverno, acolhe vertiginosas temperaturas.
Na pintura e na escultura, e outras artes decorativas, não é um país de referência. Porém, estes artes cresceram fielmente durante a envergadura barroca, e prosperaram durante o neoclassicismo. Mas só no panorama nacional, não se podendo apontar grandes artistas no país.
Porém, o país tem alguns museus de referência como a Colecção dos Príncipes, que inclui obras de Pieter Paul Rúbens, o Museu Nacional de Arte, o Museu de Belas Artes do Liechtenstein (o Kunstmuseum que alberga obras de Jan Steen, Anthony van Dyck, Umberto Boccioni, Fernando Botero, Paul Klee, Dalí, John Constable, Sol LeWitt, Millet, Picasso e Francis Picabia e outros) e poucos outros. Curiosamente, a Escola de Barbizon é a mais popular nas colecções dos museus de arte do estado, com largas representações deste movimento artístico.
Na contemporaneidade, o país dá largos passos a caminho do futuro, algo que é visível nos museus de arte e na arquitectura das próprias instituições. A arte de instalações é relativamente comum na arte contemporânea do Liechtenstein.
No âmbito da música e do teatro, pode-se dizer que estes constituem uma importante parte da cultura do país. Existem várias organizações como a Companhia Musical do Liechtenstein, entre outras fundações de renome internacional.
Hoje, a Sociedade Histórica do Principado do Liechtenstein é a intituição que leva a cabo a preservação do património nacional.

## Religião
O Liechtenstein, segundo pesquisas oficiais de 1996, é um país maioritariamente Cristão, sendo que 86.9% da população partilha da fé cristã. 80% são católicos e 6.9% são protestantes. 13.1%, a restante população portanto, partilha outros credos.
A religião influencia grandemente os hábitos da população, tida ainda como um pouco conservadora, e a maioria dos crentes são praticantes.

## Desporto

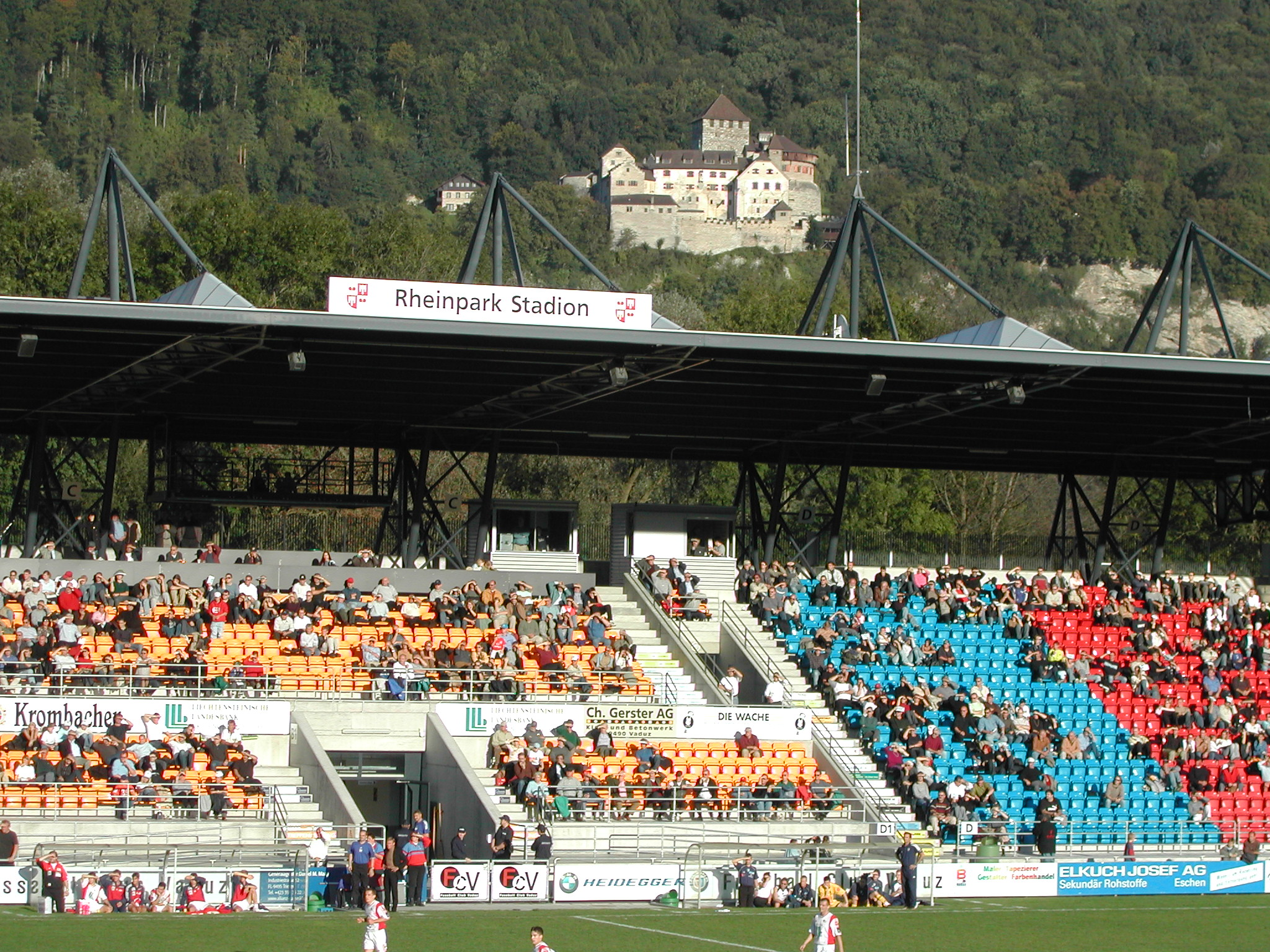
O Rheinpark Stadium.

O esqui alpino é o único desporto em que o Liechtenstein venceu medalhas olímpicas.

No ranking mundial da FIFA, o Liechtenstein encontra-se na 162ª posição, enquanto Portugal, ocupa a 8ª posição, e o Brasil sempre entre os 5 primeiros
Existe um grande estádio de futebol no Liechtenstein, o  Rheinpark Stadium, com lugar para 6.127 pessoas, cerca de 17,2% da população. Também existe a Arena Desportiva de Eschen-Mauren, um estádio multi-usos sito em Eschen.
Em clubes desportivos, na geralidade, contando com o desporto reinante, o futebol, os sócios são cerca de 15.200, entre homens, mulheres e crianças. Representa isto 43.5% da população. E um em cada 224 cidadãos da população activa do Liechtenstein, são presidentes de clubes desportivos.
Também existem vários clubes de ténis, entre eles o Liechtenstein Davis Cup e o Liechtenstein Fed Cup.
O Liechtenstein ganhou, na totalidade, 11 medalhas olímpicas, todas elas em provas desportivas de esqui alpino. Isto resulta numa medalha olímpica para cada 3.175 cidadãos do Liechtenstein.

### Futebol
O órgão que rege o futebol no Liechtenstein é a Associação de Futebol de Liechtenstein ou LFV. O país também tem uma selecção, a Seleção Liechtensteiniense de Futebol. O futebol nacional de Liechtenstein possui apenas sete clubes que diputam o Campeonato do Liechtenstein.
São 1 763 os futebolistas activos em território liechtensteinense, o que significa que, um em cada vinte cidadãos da população activa, é futebolista. A associação de futebol é a associação desportiva com mais sócios no país. Tem cerca de 2 800 sócios, repartidos por sete clubes.
Futebolistas famosos
- Franz Burgmeier — jogador do FC Basel
- Florian Meier — jogador do FC Ruggell
- Mario Frick — jogador do Associazione Calcio Siena
- Rainer Hasler
- Peter Jehle — jogador no Boavista Futebol Clube, clube português
- Martin Stocklasa — jogador no Dynamo Dresden